# Ясный (Багаевский район)
Я́сный — посёлок в Багаевском районе Ростовской области.
Входит в состав Манычского сельского поселения.

## География
Посёлок находится около границы с Зерноградским районом, к югу от Азовского распределительного канала, на расстоянии 35 км (по автодорогам) к юго-западу от станицы Багаевская, административного центра района.

## Население
| 1989 | 2002 | 2010 |
| ---- | ---- | ---- |
| 413  | ↗450 | ↗458 |

## Улицы
- ул. Восточная,
- ул. Новосёловская,
- ул. Центральная,
- ул. Южная.